# Rolfstorps f.d. stationssamhälle
Rolfstorps f.d. stationssamhälle är en av SCB avgränsad och namnsatt småort i Varbergs kommun, Hallands län. Småorten omfattar bebyggelse i det tidigare stationssamhället Rolfstorp i Rolfstorps socken, belägen söder om tätorten Rolfstorp.